# Vater der Braut (1950)
Vater der Braut ist ein US-amerikanischer Film aus dem Jahre 1950. Die nach dem gleichnamigen Roman von Edward Streeter (deutscher Titel früher auch Der Brautvater) von Vincente Minnelli inszenierte Komödie mit Spencer Tracy in der Titelrolle handelt von einem Vater, dem es schwerfällt, seine erwachsene Tochter in die Ehe zu entlassen.

## Handlung
Der Rechtsanwalt Stanley Banks hat gerade die strapaziöse Hochzeitsfeier seiner Tochter Kay hinter sich und erinnert sich an die vergangenen drei Monate:
Er lebt mit seiner Frau Ellie und seinen drei Kindern, einer erwachsenen Tochter und zwei jüngeren Söhnen, in einem kleinen Haus, das noch nicht zur Gänze abbezahlt ist, am Rande von Los Angeles. Eines Tages eröffnet Kay ihren Eltern, dass sie beabsichtigt zu heiraten. Ellie ist ganz angetan, Stanley jedoch fällt aus allen Wolken. Er überlegt, wer derjenige sein könnte, und geht gedanklich die Reihe der jungen Männer durch, die seine Tochter in der letzten Zeit angeschleppt hat. Er ist sich sicher, keinen der Kandidaten leiden zu können.
Doch die Dinge nehmen ihren Lauf, ohne dass Stanley etwas dagegen unternehmen kann. Wie bei Hochzeiten üblich, nehmen die Frauen das Heft in die Hand. Er versucht, so gut es geht, mitzuspielen. Als es jedoch um die Kosten geht, sieht er sich gezwungen einzuschreiten. Doch auch hier hat er keine Chance. Für die Hochzeitsfeier, die im elterlichen Haus stattfinden soll, wird eine Hochzeitsagentur beauftragt, die das halbe Erdgeschoss umbauen will. Stanley versucht, durch Reduzierung der Gästezahl die Kosten zu drücken, aber vergeblich. Noch dazu will er seinen alten Cut anziehen, der ihm viel zu klein ist, was jeder außer Stanley erkennen kann. Schließlich fügt er sich und ein neuer Cut wird geschneidert. Doch Stanley fühlt sich überfordert. Nachts hat er Albträume von der Trauungszeremonie, die in seiner Vorstellung nur aufgrund seines Unvermögens zur Blamage wird.
Als seine Tochter die Hochzeit aufkündigen will, weil ihr Verlobter Buckley ihr ein, wie sie findet, unmögliches Geschenk macht, wittert Stanley Morgenluft. Doch statt den verhassten Schwiegersohn in spe davonzujagen, vermittelt er zwischen den beiden.
Schließlich läuft alles wie geplant, die Trauung ist wunderbar, der anschließende Empfang wird ein Erfolg, jedoch mit einem Wermutstropfen: Stanley schafft es den ganzen Abend nicht, mit seiner Tochter zu tanzen oder sie zumindest zum Abschied zu küssen, als das Paar in die Flitterwochen aufbricht. So bleibt ihm nur ein letztes Telefongespräch mit seiner Tochter, die ihn vom Bahnhof anruft. Stanley und Ellie bleiben am Ende geschafft, aber glücklich in einem chaotischen Wohnzimmer zurück.

## Hintergrund
- Um die Titelrolle hatte sich zunächst Jack Benny bemüht, dem die Produzenten dann jedoch Spencer Tracy vorzogen.[1]
- Die Dreharbeiten für den Film fanden im Januar 1950 statt.
- Ein Grund für den immensen Erfolg des Films war die Tatsache, dass Elizabeth Taylor zwei Tage vor der Premiere des Films tatsächlich geheiratet hatte.[2]
- Für die Gestaltung der Traumsequenz, die Stanley Banks in der Kirche zeigt, war der spanische Surrealist Salvador Dalí verantwortlich.
- Die Verleihmieten, die der Film errang, betrugen 4 Mio. Dollar. Insgesamt spielte er 8,8 Mio. Dollar ein.
- 1951 wurde unter dem Titel Ein Geschenk des Himmels eine Fortsetzung gedreht, in der Stanley Banks sich mit seiner Rolle als Großvater zurechtfinden muss. Der Film wurde wiederum von Vincente Minnelli inszeniert und von Pandro S. Berman produziert, auch dieselben Schauspieler spielten wieder mit.
- 1961 lief im US-amerikanischen Fernsehen eine 30-teilige Fernsehserie unter dem Titel Father of the Bride, in der andere Schauspieler die Rollen übernahmen.[3]
- Eine Neuverfilmung erschien 1991 mit Steve Martin, Diane Keaton und Kimberly Williams in den Hauptrollen, siehe Vater der Braut (1991).
- 2022 folgte mit Der Vater der Braut eine weitere Neuverfilmung, mit Andy Garcia, Adria Arjona und Gloria Estefan in den Hauptrollen.

## Auszeichnungen
- Der Film war bei den Oscars als bester Film nominiert. Darüber hinaus waren Francis Goodrich und Albert Hackett für das beste adaptierte Drehbuch und Spencer Tracy für die beste männliche Hauptrolle nominiert.
- Von der Writers Guild of America wurde der Film in der Kategorie Bestes Drehbuch für eine amerikanische Komödie nominiert.

## Kritiken
„Humorvoll übermütige Komödie, von den Hauptdarstellern glänzend gespielt.“

„Die lustspielhafte Einbeziehung kirchlicher Zeremonien mindert den Unterhaltungswert dieser sonst humorvollen Komödie.“

„Das doppelbödig-komödiantische Hochzeitsstück mit einer Glanzrolle für Tracy vermittelt ironische Einblicke ins amerikanische Familienleben der 40er Jahre.“

„Ein heiteres und gemütvolles Lustspiel um einen Vater, dem nur Zug um Zug die Einwilligung für die Heirat seiner Tochter abgerungen werden kann.“

## Fernsehen
Die deutsche Erstausstrahlung im Fernsehen fand am 25. Dezember 1969 im ZDF statt.

## DVD-Veröffentlichung
- Der Vater der Braut. Warner Home Video 2006

## Neuverfilmung
1991 erschien die Neuverfilmung des Stoffs mit Steve Martin als Brautvater und Diane Keaton als Brautmutter.